# Amauris ochlea
Amauris ochlea är en fjärilsart som beskrevs av Jean Baptiste Boisduval 1847. Amauris ochlea ingår i släktet Amauris och familjen praktfjärilar. Inga underarter finns listade i Catalogue of Life.